# Sapphos döttrar
Sapphos döttrar är en svensk konstnärsgrupp som bildades 1977.
Gruppen Sapphos döttrar bildades av konstnärerna Birgitta (Bitte) Richardsson, (född 1950), Ulla Nordenskjöld (född 1949), Lotti Malm (född 1951), Lea Ahmed och Eva Trolin (född 1950), vilka mött varandra som elever på Konstfack i Stockholm. Lotti Malm, Ulla Nordenskiöld och Bitte Richardsson arbetar fortfarande (2014) i gruppen.
Sapphos döttrar arbetar med gemensamma utställningar samt utsmyckningsuppdrag av offentliga och privata fastighetsägare. Gruppen fick Landsorganisationens i Sverige kulturstipendium 1992.

## Utställningar i urval
- "Vi arbetar för livet", Liljevalchs konsthall, Stockholm, 1980
- Guerrilla Girls, Palm Girls, Kulturhuset, Stockholm,1990
- performance Art Catering, Palladium Stockholm 1993
- 6808, Färgfabriken 2008

## Offentliga verk i urval
- Att färdas tillsammans, sammanlagt 40 målningar i hisshallar och väntrum, 1977–1979, på Huddinge sjukhus i Huddinge[4]
- Rätten till liv, sammanlagt 40 målningar, 1979, i hisshallar i fem våningsplan i hus C1, Huddinge sjukhus i Huddinge[5]
- Palm, rönn, ormbunke, kaktur och rosor, målningar, 1979,  på pelare och tak på fem våningsplan i hus M1 på Huddinge sjukhus
- tio målningar i en kulvert på Gävle sjukhus, 1983
- Månens förmåga att skilja land från vatten, målning, 1984, på brandgavel på Bohusgatan 19–21 i Stockholm
- fasadmålning Bohusgatan vid Skanstull i Stockholm
- Vase, trärelief i entré, 1993, Garnisonen på Karlavägen i Stockholm
- Kungens skepp, 1980–1990, i permanent utställning på Vasamuseet i Stockholm
- Spara i bössa och bank, väggmålningar 1997 samt tittskåp och modeller 1999, Kungliga myntkabinettet i Stockholm
- Slottet Tre Kronor,målning, 1999, Museet Tre Kronor i Stockholm
- Vyer över Årsta, murmålning, 2003, Erkenskroken 30 i Årsta i Stockholm
- Sjöblänk, målningar på ventilationstorn, 2006, Ekeleundsvägen 16 i Solna
- Genius Loci, målningar i entré och utanför på ventilationstorn, 2006, Liljeholmsvägen 30 i Stockholm
- Macken, skulpturplank på en gård, 2006, Bostadsrättsföreningen 42 i Midsommarkransen i Stockholm
- Slingerväxter, tre utomhusväggmålningar på aluminium, 2008, Stockholms kooperativa bostadsförening, Duvholmsgränd, Vårby